# آزفست

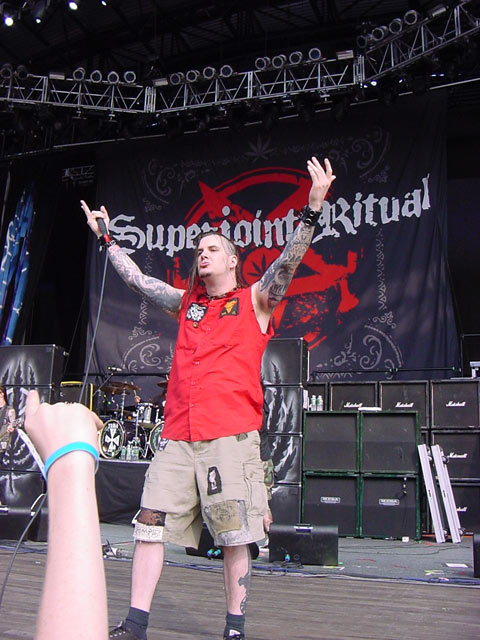
فردی در قهرمانی آزفِست فستیوال سالیانه‌

آزفِست فستیوال سالیانه‌است که در آن گروه‌های هوی متال به اجرای موسیقی می‌پردازند. پایه‌گذار آن آزی آزبورن و همسرش شارون آزبورن هستند که هر ساله فستیوال را سازماندهی می‌کنند.
در این فستیوال گروه‌هایی با سبک‌های آلترنتیو متال، ترش متال، اینداستریال متال، متال‌کور، هاردکور پانک، نیو متال، دث متال، گوتیک متال و بلک متال شرکت می‌کنند. خود آزی آزبورن با گروهش، بلک سبث، چندین بار در این فستیوال شرکت کرده‌است.
این فستیوال از سال ۱۹۹۶ میلادی تا به حال بین ۱۲ ژوئیه تا ۳۰ اوت برگزار می‌شود. 